# Gerda Drabek
Gerda Drabek, auch Gerda Trabek (* 6. Januar 1967 in Mödling, Niederösterreich), ist eine österreichische Schauspielerin.
Drabek erlernte den Beruf der Bürokauffrau. Mit der Schauspielerei begann sie im Alter von 38 Jahren.

## Filmographie
- 2005: Crash Test Dummies
- 2005: Spiele Leben
- 2008: Der schwarze Löwe
- 2008: Herrn Kukas Empfehlungen
- 2010: Der Räuber
- 2010: Die unabsichtliche Entführung der Frau Elfriede Ott
- 2011: Michael
- 2011: SOKO Donau
- 2012: Vatertag
- 2015: Kreuz des Südens
- 2017: Die Hölle – Inferno
- 2012, 2017: Schnell ermittelt
- 2017: Unsere Zeit wird kommen
- 2018: CopStories
- 2020: Letzter Wille
- 2011, 2020: Tatort:
  - 2011: Vergeltung
  - 2020: Unten
- 2010–2021: Spuren des Bösen:
  - 2011: Das Verhör
  - 2012: Racheengel
  - 2013: Zauberberg
  - 2014: Schande
  - 2015: Liebe
  - 2017: Begierde
  - 2018: Wut
  - 2019: Sehnsucht
  - 2021: Schuld
- 2022: Mermaids Don’t Cry
- 2024: Bis in die Seele ist mir kalt
- 2024: Die Fälle der Gerti B.